# Мерлезонский балет

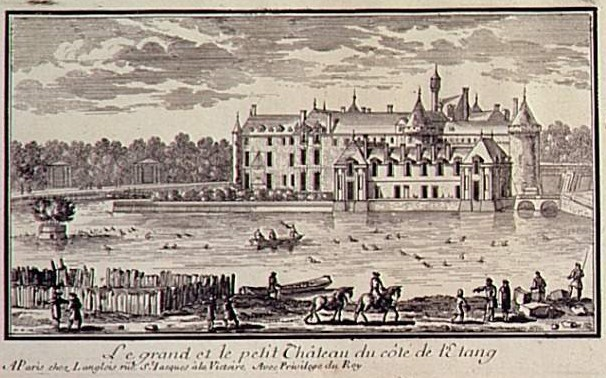
Замок Шантийи в XVII веке

Мерлезо́нский балет (часто также Марлезо́нский балет, от фр. Le ballet de la Merlaison, букв. «Балет дроздования», то есть «Балет об охоте на дроздов») — балет в 16 актах, поставленный королём Франции Людовиком XIII. Традиция проведения подобных придворных балетов появилась во Франции во время правления Генриха III и переживала расцвет в эпоху Людовика XIII. Эти балеты исполнялись членами королевской семьи, придворными, профессиональными танцорами и были красочными представлениями, часто сочетавшими хореографию, вокальную и инструментальную музыку, поэзию и театр.
Мерлезонский балет был исполнен 15 марта 1635 года в замке Шантийи и 17 марта в аббатстве Ройомон. Людовик XIII, с детства увлекавшийся музыкой и танцами и получивший прекрасное музыкальное образование, выступил автором всех составляющих Мерлезонского балета (сюжет, музыка, хореография, эскизы декораций и костюмов). За сюжетную основу балета была взята охота на дроздов — одно из любимых развлечений короля. Сам Людовик исполнил в балете две небольшие роли: торговки приманками (в 3-м акте) и крестьянина (в 13-м акте).

## Музыка к балету
В 1967 году американским лейблом Nonesuch Records была выпущена пластинка (каталожный номер H-71130) с музыкой к одиннадцати актам балета в исполнении Парижского ансамбля старинных инструментов (фр. Groupe d'instruments Anciens de Paris) под управлением Роже Котта (фр. Roger Cotte) и инструментального ансамбля под управлением Жака Шайе (фр. Jacques Chailley). Запись продолжительностью 12 мин. 39 сек. содержит следующие части (entrée — антре, выходы артистов):
1. Les Flamands — «Фламандцы»
2. Les pages — «Пажи»
3. Les Lorrains — «Лотарингцы»
4. Les picoreurs — «Ловчие»
5. Thomas le boucher — «Тома́ Мясник»
6. Les arbalestriers — «Арбалетчики»
7. Les Nobles — «Дворяне»
8. Les fermiers — «Крестьяне»
9. Le Roi — «Король»
10. Le printemps — «Весна»
11. Grand ballet — «Большой балет»

Кроме Мерлезонского балета, на пластинке были представлены ещё несколько произведений Людовика XIII, а на второй стороне — произведения Марка Антуана Шарпантье.

## Реконструкция балета
В 2011 году балет был восстановлен компанией «Блеск муз» (фр. L’Eclat des Muses), хореограф Кристин Бейль (фр. Christine Beyle), выпустившей DVD с записью спектакля.

## В романе «Три мушкетёра»

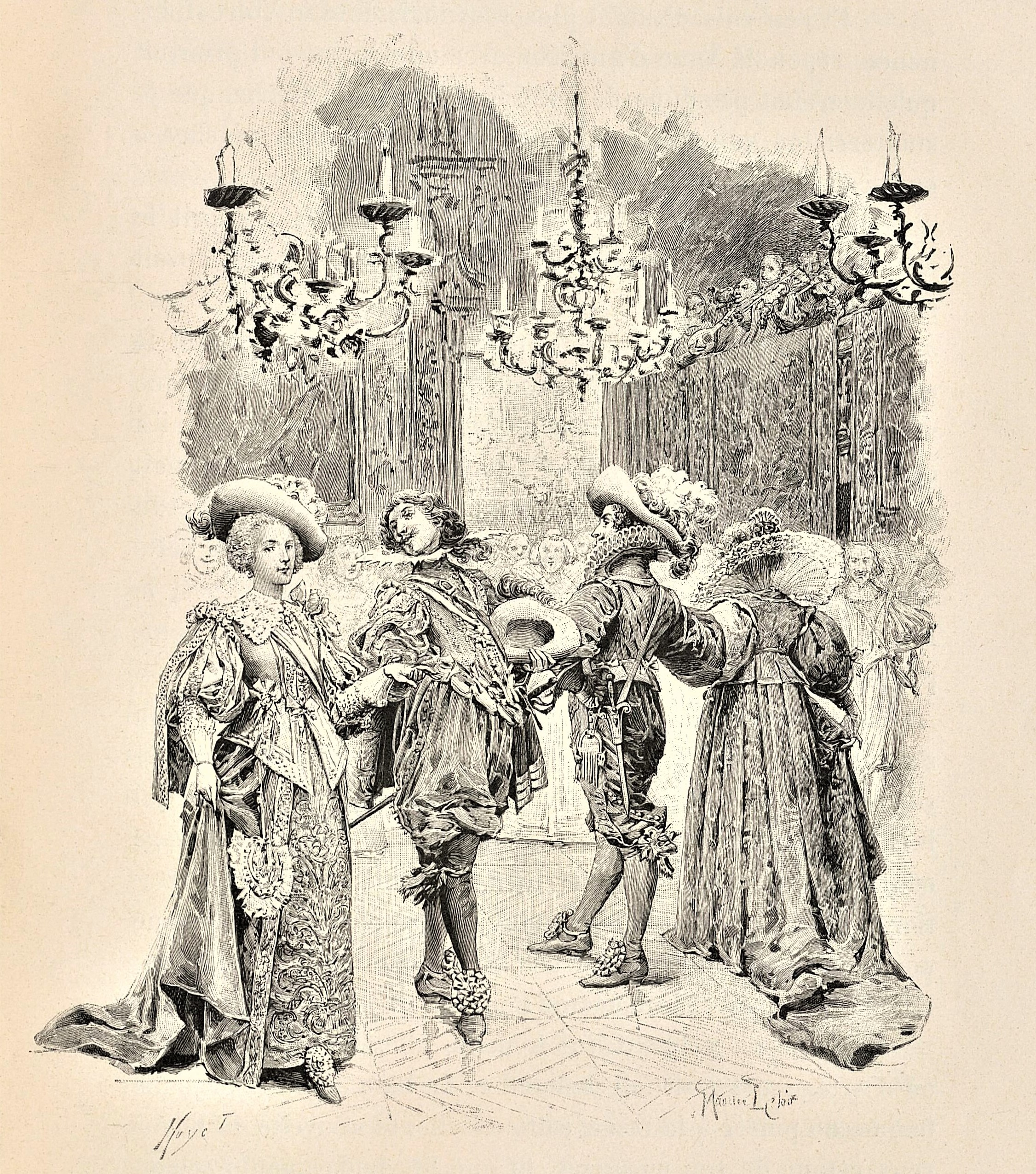
Морис Лелуар. Мерлезонский балет.

Мерлезонский балет описан в романе «Три мушкетёра» как арена развязки в интриге с алмазными подвесками королевы Анны (часть первая, глава XXII). Здесь Дюма описывает Мерлезонский балет как «любимый балет короля», однако в романе, как художественном произведении, уделяется мало внимания хронологическим деталям и исторической достоверности в целом. Версия балета, описанная Дюма, является скорее балом (кавалеры танцуют с дамами), чем театрализованным представлением, при этом события происходят не в Шантийи или Ройомоне, а в парижской ратуше. По сюжету, балет исполняется ещё до осады Ла-Рошели в 1627 году, то есть намного ранее 1635 года, хотя точная датировка бала в романе затруднительна. Роман начинается с отъезда д’Артаньяна в Париж в апреле 1625 года, и в главе XVI кардинал Ришельё предлагает Людовику назначить бал на 3 октября. По последовательности событий можно предположить, что до бала прошло не более полугода — таким образом, Ришельё мог иметь в виду 3 октября 1625 года. Однако, за событиями вокруг алмазных подвесок следует спешная подготовка к военным действиям против гугенотов: в главе XXVIII сообщается, что Людовик намерен начать военные действия 1 мая; впоследствии указывается, что осада Ла-Рошели началась 10 сентября 1627 года (глава XI части второй) — значит, бал в романе мог происходить 3 октября 1626 года. Вместе с тем, в главе XXI д’Артаньян сообщает герцогу Бэкингему, что бал назначен на понедельник, но 3 октября не выпадало на понедельник ни в 1625, ни в 1626 году.
Балеты Людовика со свитой в парижской ратуше действительно имели место в истории — это были «Великий бал богатой вдовушки из Бильбао» (фр. Le Grand Bal de la Douairière de Billebahaut), исполненный 24 февраля 1626 года, и «Всерьёз и гротескно» (фр. Le Sérieux et le Grotesque, также Du Sérieux et du Grotesque), исполненный 16 февраля 1627 года.

## В фильме «Д’Артаньян и три мушкетёра»
В телевизионном фильме «Д’Артаньян и три мушкетёра» добавлена комическая сцена, связанная с балетом, которая отсутствует в романе. Распорядитель бала церемониально объявляет: «Вторая часть Марлезонского балета!» — после чего, торопясь доставить подвески королеве, его сбивает с ног врывающийся в зал д'Артаньян. В русском языке закрепилась крылатая фраза «вторая часть Марлезонского балета», указывающая на неожиданное развитие событий или развитие, о котором говорят с иронией. Аналогично, выражение «Марлезонский балет» иногда употребляется в переносном смысле для обозначения череды событий гротескного, смешного характера.
В кинофильме «Возвращение мушкетёров, или Сокровища кардинала Мазарини» д’Артаньян также «вспоминает» о балете. Перед поединком с заклятым врагом де Жюссаком он восклицает: «последняя часть Марлезонского балета!», а в ходе поединка — «конец балета!».

## «Мерлезонский» или «Марлезонский»?
В русской устной речи выбор твёрдого или мягкого произнесения согласных перед буквой е в заимствованных словах часто вызывает трудности, при этом в иноязычных собственных именах рекомендуется твёрдое произнесение. В телефильме, следуя этим рекомендациям, актёр произносит в собственном имени «Мерлезонского» твёрдую м: [мэрлезо́нского]. Однако ввиду качественной редукции безударных гласных, на месте э в этой позиции произносится звук [ъ] («ə», шва): [мърлезо́нского] — так же, как если бы там была буква а, поэтому на слух это слово воспринималось как «Марлезонского». Благодаря популярности фильма и частому использованию цитат из него в повседневной речи, форма произнесения, а затем и написания «Марлезонский» приобрела распространение и устоялась наряду с формой «Мерлезонский».